# Cinsault
Cinsault (Cinsaut) je vrsta grožđa koja se često miješa s drugim vrstama. Sorta je izdašna i s lakoćom daje urod od 15 do 25 tona po hektaru! No pri toj količini, vino od ovog grožđa ima slabu aromu. Ako se pravilno ograniči količina uroda na 5 do 10 tona po hektaru može dati vrlo aromatična vina.
Gusti grozdovi cinsaulta lagano trunu, stoga im odgovara suha klima. Bobice se lagano odvajaju od peteljke pa je ovo sorta pogodna za strojnu berbu.
Vino ove sorte ima malo tanina, i često će postati rose. Aroma sadrži okus jagode. 

## Vanjske poveznice
- Mali podrum  Arhivirana inačica izvorne stranice od 28. rujna 2007. (Wayback Machine) - Cinsault; hrvatska vina i proizvođači